# فهرست روزنامه‌نگاران زندانی در ایران
براساس گزارش‌های سازمان گزارشگران بدون مرز، ایران در صدر زندان‌های بزرگ روزنامه‌نگاران به حساب می‌آید. به گفتهٔ کمیته حفاظت از روزنامه‌نگاران در سال ۲۰۲۱ یازده روزنامه‌نگار در ایران در زندان هستند یا بازداشت شدند.
بر اساس بیانیه گزارشگران بدون مرز در فاصله سال‌های ۱۳۵۷ تا ۱۳۹۸ دست کم ۸۶۰ روزنامه‌نگار و شهروند روزنامه‌نگار را روانه زندان کرده‌است.

## پیشینه گزارش‌ها دربارهٔ روزنامه‌نگاران
بنا به گزارش گزارشگران بدون مرز در سال ۲۰۱۸ تعداد خبرنگاران بازداشتی در ایران به ۲۸ نفر می‌رسد. همچنین در گزارشی دیگر، گزارشگران بدون مرز عنوان می‌کنند که بیش از ۵۰ روزنامه‌نگار خارج از ایران از راه‌های گوناگون مورد تهدید قرار گرفته‌اند و از این میان ۱۶ نفر تهدید به مرگ شده‌اند.
دسامبر ۲۰۱۹ کمیته محافظت از روزنامه‌نگاران (CPJ) اعلام کرد که ایران همچنان در فهرست بزرگ‌ترین زندان‌های روزنامه‌نگاران در جهان می‌باشد. روز سه‌شنبه، ۱۷ دسامبر ۲۰۱۹ به‌دنبال افزایش فشار جمهوری اسلامی بر روزنامه‌نگاران ایرانی در خارج از کشور فدراسیون بین‌المللی روزنامه‌نگاران تأکید کرد که این فشار و از جمله تهدید اعضای خانواده روزنامه‌نگاران ایرانی عادی نیست و باید به‌طور کامل متوقف شود.
در نظام جمهوری اسلامی ایران زندانیان عقیدتی و سیاسی به‌گونه سیستماتیک، شکنجه شده و حقوق انسانی‌شان نقض می‌شود.
در سال ۲۰۱۹ ایران از نظر وضعیت آزادی رسانه‌ها در جایگاه ۱۷۰ قرار گرفت.
در ۲۱دی‌ماه ۱۴۰۱ انجمن صنفی روزنامه‌نگاران گزارش داد: کمیته و هیئت اجرایی پیگیری وضعیت روزنامه‌نگاران بازداشتی فهرست نهایی از وضعیت روزنامه‌نگاران بازداشتی تا تاریخ ۲۰ دی‌ماه ۱۴۰۱ را تهیه کرده که بر اساس گزارش‌های رسمی تا لحظه تهیه این گزارش ۳۰ نفر از روزنامه‌نگاران در بازداشت هستند.

## موج دستگیری‌ها
در بازه‌های زمانی مختلف نظام جمهوری اسلامی ایران اقدام به دستگیری گسترده روزنامه‌نگاران کرده‌است.
سرکوب روزنامه‌نگاران به دلیل خبررسانی دربارهٔ کروناویروس
نظام جمهوری اسلامی ایران روزنامه‌نگاران را به دلیل خبررسانی دربارهٔ علت و آمار تلفات کروناویروس، تهدید و بازداشت کرده و به آنان حمله می‌کند.
بهمن ۱۳۹۱
در بهمن ماه سال ۱۳۹۱ با حضور مأموران امنیتی و اطلاعاتی به صورت همزمان در دفتر چند روزنامه تعدادی روزنامه‌نگار که خبرگزاری فارس تعدادشان را ۱۱ نفر اعلام می‌کند بازداشت کردند.

## آمار روزنامه‌نگاران زندانی در سال ۱۴۰۰
در سال ۱۴۰۰، ۱۵ روزنامه‌نگار توسط نظام جمهوری اسلامی ایران به زندان افتاده‌اند. بر پایه برخی از منابع، (جمهوری اسلامی) ایران، «زندان آزادی بیان» است.

## فهرست روزنامه‌نگاران زندانی در ایران
| نام                                   | رسانه                                            | سمت              | تاریخ دستگیری                          | وضعیت/آزادی                              | توضیحات                                                             |
| ------------------------------------- | ------------------------------------------------ | ---------------- | -------------------------------------- | ---------------------------------------- | ------------------------------------------------------------------- |
| نیلوفر حامدی                          | شرق                                              | خبرنگار اجتماعی  | ۳۱ شهریور ۱۴۰۱                         | در بازداشت موقت                          | به اتهام پوشش خبر کشته‌شدن مهسا امینی                                |
| الهه محمدی                            | هم‌میهن                                           | خبرنگار اجتماعی  | ۷ مهر ۱۴۰۱                             | در بازداشت موقت                          | به اتهام پوشش خبر کشته‌شدن مهسا امینی                                |
| امیر مهدی ادیب موحد (امیرمهدی جلایری) | الآن نیوز(موسس) ، آیت ماندگار ، نواندیش و زعفران | عضو هیات تحریریه | ۲۸ اسفند ۱۳۹۵                          | تیرماه ۱۳۹۸(مرخصی)                       | در مرخصی از کشور خارج شد                                            |
| ایرج جمشیدی                           | روزنامه آسیا                                     | سردبیر           | ۱۶ تیرماه ۱۳۸۲ ۱۸ اردیبهشت ۱۳۹۶        | ۱۳ مرداد ۱۳۸۳ زندانی                     | با قرار وثیقه آزاد شد (۱۳ مرداد ۱۳۸۲)                               |
| سعید پورحیدر                          |                                                  |                  | ۱۵ دی ۱۳۹۳                             | ۲ بهمن ۱۳۹۶                              |                                                                     |
| آفرین چیت‌ساز                          | سرویس بین‌الملل روزنامه ایران                     | خبرنگار          | ۱۱ آبان ۱۳۹۴                           | ۱۶ تیر ۱۳۹۵                              |                                                                     |
| ساسان آقایی                           | روزنامه اعتماد                                   | معاون سردبیر     | ۲۱ مرداد ۱۳۹۶                          | ۲۹ آذر ۱۳۹۶                              |                                                                     |
| یغما فشخامی                           | وبگاه دیدبان ایران                               | خبرنگار          | ۳۰ مرداد ۱۳۹۶                          | ۳۰ آذر ۱۳۹۶                              |                                                                     |
| مسعود باستانی                         |                                                  |                  | تیر ماه ۱۳۸۸                           | ۲۸ تیر ۱۳۹۴                              |                                                                     |
| زهرا کاظمی                            |                                                  |                  | ۲ تیر ۱۳۸۲                             | مرگ                                      | مرگ در زمان بازداشت با برخورد جسم سخت به سر                         |
| رکسانا صابری                          |                                                  |                  | ۲۲ بهمن ۱۳۸۷                           | ۲۵ اردیبهشت ۱۳۸۸                         |                                                                     |
| عدنان حسن‌پور                          |                                                  |                  | ۵ بهمن ۱۳۸۵                            | ۲۰ شهریور ۱۳۹۵                           |                                                                     |
| ریحانه طباطبایی                       |                                                  |                  | ۲۳ دی ۱۳۹۳                             | زندانی                                   |                                                                     |
| مهسا امرآبادی                         | اعتماد ملی                                       | روزنامه‌نگار      | خرداد ۱۳۸۸ ۱۰ اسفند ۱۳۸۹ اردیبهشت ۱۳۹۱ | ۷۰ روز بازداشت اسفند ۱۳۹۰ ۲۷ شهریور ۱۳۹۲ |                                                                     |
| عبدالواحد بوتیمار                     | انجمن سبز چیا                                    | روزنامه‌نگار      | نامشخص                                 | محکوم به اعدام                           |                                                                     |
| ابوالفضل عابدینی                      |                                                  |                  | ۹ تیر ۱۳۸۸ ۱۲ اسفند ۱۳۸۸               | ۴ آبان ۱۳۸۸ زندانی                       |                                                                     |
| اعظم ویسمه                            |                                                  |                  | ۱۰ خرداد ۱۳۸۹                          | ۳۰ تیر ۱۳۸۹                              | با قرار وثیقه آزاد شد                                               |
| هنگامه شهیدی                          |                                                  |                  | ۹ تیر ۱۳۸۸ ۱۹ اسفند ۱۳۹۵ ۵ تیر ۱۳۹۷    | ۱۰ آبان ۱۳۸۸ ؟ زندانی                    | با سپردن وثیقه آزاد شد (۱۰ آبان ۱۳۸۸)                               |
| فریبا پژوه                            |                                                  |                  | خرداد ۱۳۸۸ ۱۹ تیر ۱۳۹۲                 | ۱۲۴ روز ۶ مرداد ۱۳۹۲                     |                                                                     |
| عبدالرضا تاجیک                        |                                                  |                  | خرداد ۱۳۸۸ عاشورای ۱۳۸۸ ۲۲ خرداد ۱۳۸۹  | ۴۶ روز ۶۰ روز ۱ دی ۱۳۸۹                  |                                                                     |
| عبدالرضا احمدی                        |                                                  |                  | ۱۲ اسفند ۱۳۸۸                          | ۴٫۵ ماه                                  | با قرار وثیقه آزاد شد                                               |
| عمادالدین باقی                        |                                                  |                  | ۸ خرداد ۱۳۸۶                           | ۳۰ خرداد ۱۳۹۰                            |                                                                     |
| ژیلا بنی‌یعقوب                         |                                                  | روزنامه‌نگار      | ۳۰ خرداد ۱۳۸۸                          | ۲ تیر ۱۳۹۲                               |                                                                     |
| علیرضا بهشتی                          | کلمه سبز                                         | سردبیر           | ۷ دی ۱۳۸۸                              | ۲۰ بهمن ۱۳۸۸                             |                                                                     |
| صدرا محقق                             | روزنامه شرق                                      | دبیر اجتماعی     | ۲۹ شهریور ۱۳۹۵                         | ۱۰ مهر ۱۳۹۵                              | با قرار وثیقه آزاد شد                                               |
| کیومرث مرزبان                         |                                                  | طنز نویس         | ۴ شهریور ۱۳۹۸                          |                                          | محکوم به ۲۳ سال زندان                                               |
| مرضیه امیری                           | روزنامه شرق                                      | خبرنگار          | ۱۷ اسفند ۱۳۹۷ ۱۱ اردیبهشت ۱۳۹۸         |                                          | محکوم به ۱۰ سال و نیم زندان و ۱۴۸ ضربه شلاق                         |
| کسری نوری                             | مجذوبان نور                                      | سردبیر           | ۲۱ دی ۱۳۹۰ ۱ اسفند ۱۳۹۶                |                                          | محکوم به ۱۲ سال زندان، ۲ سال تبعید و ۱۴۸ ضربه شلاق                  |
| کیوان صمیمی                           | ایران فردا                                       | سردبیر           | ۱۷ آذر ۱۳۹۹                            |                                          | سه سال حبس تعزیری                                                   |
| سید طبیب تقی‌زاده                      |                                                  |                  | ۱۹ بهمن ۱۳۹۴                           | ۲۹ اسفند ۱۳۹۴                            | با سپردن وثیقه آزاد شد                                              |
| امیرحسین میراسماعیلی                  | روزنامه جهان صنعت                                | خبرنگار          | ۴ اردیبهشت ۱۳۹۷/ ۲۱ تیرماه ۱۳۹۷        | مرداد سال ۱۳۹۸                           | محکوم به ده سال و ده ماه حبس اما قبل از اجرای حکم از ایران خارج شد. |

## فهرست منابع
1. ↑  علی خردپیر. «گزارشگران بدون‌مرز: ایران سومین زندان روزنامه‌نگاران در جهان است». یورو نیوز.
2. ↑  «11 Journalists Imprisoned in Iran in 2021». cpj. کاراکتر line feed character در |عنوان= در موقعیت 34 (کمک)
3. ↑  «گزارشگران بدون مرز: در ایران، طی ۴۰ سال، حدود ۹۰۰ روزنامه‌نگار روانه زندان شده‌اند». رادیو جهانی فرانسه. ۱۸ آوریل ۲۰۱۹.
4. ↑  «نامه سرگشاده گزارش‌گران بدون مرز به کمیسرعالی حقوق بشر سازمان ملل: وضعیت روزنامه‌نگاران زندانی در ایران ناشایست با کرامت انسانی است». گزارشگران بدون مرز. ۲۰ دسامبر ۲۰۱۸.[پیوند مرده]
5. ↑  «گزارشگران بدون مرز: روزنامه نگاران بیرون از ایران، در تهدید مأمورین امنیتی ایران قراردارند». گزارشگران بدون مرز. ۷ سپتامبر ۲۰۱۷.
6. ↑  «ایران هم‌چنان در فهرست بزرگ‌ترین زندان‌های روزنامه‌نگاران در جهان». رادیو فردا. بایگانی‌شده از اصلی در ۱۱ دسامبر ۲۰۱۹. دریافت‌شده در ۲۰۱۹-۱۲-۱۱.
7. ↑  Welle (www.dw.com)، Deutsche. «"فشار جمهوری اسلامی بر روزنامه‌نگاران خارج از ایران عادی نیست" | DW | 17.12.2019». DW.COM. دریافت‌شده در ۲۰۱۹-۱۲-۱۸.
8. ↑  «فدراسیون بین‌المللی روزنامه‌نگاران از افزایش تلاش‌ها برای مقابله با فشار جمهوری اسلامی بر خبرنگاران ایرانی خبر داد». صدای آمریکا. بایگانی‌شده از اصلی در ۱۹ دسامبر ۲۰۱۹. دریافت‌شده در ۲۰۱۹-۱۲-۱۸.
9. ↑  «شکنجه سیستماتیک زندانیان سیاسی و عقیدتی در ایران؛ جمهوری سرکوب». independentpersian.
10. ↑  «انجمن صنفی روزنامه نگاران: ۲۸ روزنامه‌نگار هم‌چنان در بازداشت». خبرآنلاین. ۲۰۲۳-۰۱-۱۱. دریافت‌شده در ۲۰۲۳-۰۴-۱۶.
11. ↑  «آخرین وضعیت روزنامه‌نگاران در حوادث اخیر کشور/ ۳۰ روزنامه‌نگار هم‌چنان در بازداشت». شرق. دریافت‌شده در ۲۰۲۳-۰۴-۱۶.
12. ↑  «مورگان اورتگاس: حکومت‌های اقتدارگرا در چین، ونزوئلا، و ایران از همه‌گیری کووید۱۹ به عنوان بهانه‌ای برای حمله به روزنامه‌نگاران استفاده کرده‌اند». صدای آمریکا.
13. ↑  «موج تازه دستگیری گسترده روزنامه نگاران در ایران». رادیو فردا. ۲۰ بهمن ۱۳۹۱.[پیوند مرده]
14. ↑  «ایران: زندان آزادی بیان». voanews.
15. ↑  «امیرمهدی جلایری - خبرنگاری». ipa.united4iran.org. دریافت‌شده در ۲۰۲۳-۰۴-۱۶.
16. ↑  «امیرمهدی جلایری - خبرنگاری». ipa.united4iran.org. دریافت‌شده در ۲۰۲۳-۰۴-۱۶.
17. ↑  «امیرمهدی جلایری - خبرنگاری». ipa.united4iran.org. دریافت‌شده در ۲۰۲۳-۰۴-۱۶.
18. ↑  «بازداشت ایرج جمشیدی، سردبیر روزنامه آسیا در ایران». خبرگزاری آناتولی. ۹ مه ۲۰۱۷.
19. ↑  «ایرج جمشیدی، سردبیر روزنامه توقیف شده آسیا، شب گذشته با قرار وثیقه آزاد شد». رادیو فردا. ۱۳ مرداد ۱۳۸۳.[پیوند مرده]
20. ↑  «سعید پورحیدر، روزنامه‌نگار ایرانی بازداشت شد». بی‌بی‌سی فارسی. ۱۵ دی ۱۳۹۳.
21. ↑  «"سعید پورحیدر" روزنامه‌نگار زندانی ساعتی پیش از زندان اوین آزاد شد». رادیو فرهنگ. ۲ بهمن ۱۳۹۶.[پیوند مرده]
22. ↑  «محکومیت آفرین چیت ساز، روزنامه‌نگار به دو سال حبس در دادگاه تجدید نظر». کمپین حقوق بشر ایران. ۱۷ شهریور ۱۳۹۵. بایگانی‌شده از اصلی در ۲۹ ژوئیه ۲۰۱۹. دریافت‌شده در ۹ ژوئن ۲۰۱۹.
23. ↑  «آفرین چیت ساز با وثیقه آزاد شد و احسان مازندرانی به مرخصی سه روزه رفت». رادیو فردا. ۱۶ تیر ۱۳۹۵. بایگانی‌شده از اصلی در ۹ ژوئیه ۲۰۱۶. دریافت‌شده در ۹ ژوئن ۲۰۱۹.
24. ↑  «ساسان آقایی، روزنامه‌نگار، پس از چهار ماه تحمل زندان آزاد شد». رادیو فردا. ۲۹ آذر ۱۳۹۶. بایگانی‌شده از اصلی در ۲۲ دسامبر ۲۰۱۷. دریافت‌شده در ۹ ژوئن ۲۰۱۹.
25. ↑  «یغما فشخامی، خبرنگار روزنامه توقیف‌شده "روزان" بازداشت شد». دویچه‌وله فارسی. ۱۰ مرداد ۱۳۹۶.
26. ↑  «یغما فشخامی آزاد شد». خبرگزاری ایلنا. ۳۰ آذر ۱۳۹۶.[پیوند مرده]
27. ↑  «مسعود باستانی با پایان دوره محکومیت از زندان آزاد شد». صدای آمریکا. ۲۸ تیر ۱۳۹۴. بایگانی‌شده از اصلی در ۱۴ ژوئن ۲۰۱۸. دریافت‌شده در ۹ ژوئن ۲۰۱۹.
28. ↑  «تأیید حکم اعدام یک فعال کرد در ایران». بی‌بی‌سی فارسی. ۱۸ آبان ۱۳۹۶.
29. ↑  «فریبا پژوه روزنامه‌نگار ایرانی بازداشت شد». بی‌بی‌سی فارسی. ۲۰ تیر ۱۳۹۲.
30. ↑  «فریبا پژوه روزنامه‌نگار بازداشت شده، آزاد شد». رادیو فردا. ۶ مرداد ۱۳۹۲.[پیوند مرده]
31. ↑  «انفرادی در بند دو- الف سپاه». رادیو فردا. ۲۵ آذر ۱۳۹۱. بایگانی‌شده از اصلی در ۱۵ ژانویه ۲۰۲۰. دریافت‌شده در ۱۰ ژوئن ۲۰۱۹.
32. ↑  «بازداشت صدرا محقق، دبیر اجتماعی روزنامه شرق». دویچه‌وله فارسی. ۱۹ سپتامبر ۲۰۱۶.
33. ↑  «صدرا محقق آزاد شد». خبرگزاری ایلنا. ۷ مهر ۱۳۹۵.[پیوند مرده]
34. ↑  «کیومرث مرزبان، طنزپرداز ایرانی «بازداشت شده‌است»». رادیو فردا. ۲ شهریور ۱۳۹۸. بایگانی‌شده از اصلی در ۲۴ اوت ۲۰۱۹. دریافت‌شده در ۲۴ اوت ۲۰۱۹.
35. ↑  «کیومرث مرزبان، طنزنویس، به ۲۳ سال زندان محکوم شد». رادیو فردا. ۲ شهریور ۱۳۹۸. بایگانی‌شده از اصلی در ۲۴ اوت ۲۰۱۹. دریافت‌شده در ۲۴ اوت ۲۰۱۹.
36. ↑  مسعود بهنود (۱۵ اردیبهشت ۱۳۹۸). «فرهنگ و هنر، در بهشت اردیبهشت، با منع و بندها». بی‌بی‌سی فارسی.
37. ↑  «بازداشت‌شدگان تجمع روز کارگر باید سریع آزاد شوند». روزنامه شرق. ۱۵ اردیبهشت ۱۳۹۸.
38. ↑  «مرضیه امیری، روزنامه‌نگار به ۱۰سال و نیم زندان محکوم شد». صدای آمریکا. ۲ شهریور ۱۳۹۸. بایگانی‌شده از اصلی در ۲۴ اوت ۲۰۱۹. دریافت‌شده در ۲۴ اوت ۲۰۱۹.
39. ↑  «کسری نوری در کمیته دفاع از روزنامه‌نگاران». سی‌پی‌جی.
40. ↑  «محکومیت سید طبیب تقی‌زاده، روزنامه‌نگار افزایش یافت». ایران وایر. ۱۹ اوت ۲۰۱۸. بایگانی‌شده از اصلی در ۱۶ اکتبر ۲۰۱۹. دریافت‌شده در ۱۷ اکتبر ۲۰۱۹.